# Leichtathletik-Weltmeisterschaften 2019/Teilnehmer (China)
| Gelbes Symbol für Goldmedaillen mit stilisierten Olympischen Ringen | Graues Symbol für Silbermedaillen mit stilisierten Olympischen Ringen | Braundes Symbol für Bronzemedaillen mit stilisierten Olympischen Ringen |
| ------------------------------------------------------------------- | --------------------------------------------------------------------- | ----------------------------------------------------------------------- |
| 3                                                                   | 3                                                                     | 3                                                                       |

Der Leichtathletikverband von China will an den Leichtathletik-Weltmeisterschaften 2019 in Doha teilnehmen. 69 Athletinnen und Athleten wurden vom chinesischen Verband nominiert.

## Ergebnisse

### Frauen

#### Laufdisziplinen
| Athletin | Disziplin        | Vorlauf              | Vorlauf              | Halbfinale           | Halbfinale           | Finale               | Finale               |
| Athletin | Disziplin        | Zeit                 | Platz                | Zeit                 | Platz                | Zeit                 | Platz                |
| --- | ---------------- | -------------------- | -------------------- | -------------------- | -------------------- | -------------------- | -------------------- |
| Ge Manqi | 100 m            | 11,28 s              | 19                   | 11,31 s              | 21                   | DNQ                  | DNQ                  |
| Liang Xiaojing | 100 m            | 11,18 s              | 09                   | 11,20 s              | 13                   | DNQ                  | DNQ                  |
| Liang Xiaojing | 200 m            | 23,27 s              | 28                   | DNQ                  | DNQ                  | –                    | –                    |
| Wei Yongli | 100 m            | 11,28 s              | 18                   | 11,28 s              | 17                   | DNQ                  | DNQ                  |
| Zhang Man | 200 m            | 23,60 s              | 39                   | DNQ                  | DNQ                  | –                    | –                    |
| Wang Chunyu | 800 m            | 2:03,25 min          | 22                   | 2:02,84 min          | 19                   | DNQ                  | DNQ                  |
| Ciren Cuomu | Marathon         |                      |                      |                      |                      | 3:01:56 h            | 33                   |
| Li Dan | Marathon         |                      |                      |                      |                      | DNF                  | DNF                  |
| Ma Yugui | Marathon         |                      |                      |                      |                      | 2:55:24 h            | 24                   |
| Xu Shuangshuang | 5000 m           | nicht auf Startliste | nicht auf Startliste | nicht auf Startliste | nicht auf Startliste | nicht auf Startliste | nicht auf Startliste |
| Xu Shuangshuang | 3000 m Hindernis | 9:42,23 min          | 23                   |                      |                      | DNQ                  | DNQ                  |
| Zhang Xinyan | 3000 m Hindernis | 9:43,75 min          | 25                   |                      |                      | DNQ                  | DNQ                  |
| Liu Hong | 20 km Gehen      |                      |                      |                      |                      | 1:32:53 h            | Gold                 |
| Qieyang Shenjie | 20 km Gehen      |                      |                      |                      |                      | 1:33:10 h            | Silber               |
| Yang Jiayu | 20 km Gehen      |                      |                      |                      |                      | DSQ                  | DSQ                  |
| Yang Liujing | 20 km Gehen      |                      |                      |                      |                      | 1:33:17 h            | Bronze               |
| Li Maocuo | 50 km Gehen      |                      |                      |                      |                      | 4:26:40h             | Silber               |
| Liang Rui | 50 km Gehen      |                      |                      |                      |                      | 4:23:26 h            | Gold                 |
| Ma Faying | 50 km Gehen      |                      |                      |                      |                      | 4:34:56 h            | 5                    |
| - Ge Manqi - Kong Lingwei - Liang Xiaojing - Wei Yongli nicht auf Startlisten: - Ding Chao - Ding Yirui - Huang Guifen - Yuan Qiqi - Zhu Cuiwei | 4 × 100 m        | 42,36 s              | 3                    |                      |                      | DSQ F                | DSQ F                |

#### Sprung/Wurf
| Athletin     | Disziplin      | Qualifikation        | Qualifikation        | Finale               | Finale               |
| Athletin     | Disziplin      | Weite/Höhe           | Platz                | Weite/Höhe           | Platz                |
| ------------ | -------------- | -------------------- | -------------------- | -------------------- | -------------------- |
| Li Ling      | Stabhochsprung | 4,60 m               | 10                   | 4,50 m               | 13                   |
| Xu Huiqin    | Stabhochsprung | 4,50 m               | 19                   | DNQ                  | DNQ                  |
| Gong Lijiao  | Kugelstoßen    | 18,96 m              | 03                   | 19,55 m              | Gold                 |
| Song Jiayuan | Kugelstoßen    | 17,24 m              | 23                   | DNQ                  | DNQ                  |
| Zhang Linru  | Kugelstoßen    | 17,65 m              | 17                   | DNQ                  | DNQ                  |
| Chen Yang    | Diskuswurf     | 63,10 m              | 07                   | 63,38 m              | 4                    |
| Feng Bin     | Diskuswurf     | 62,51 m              | 09                   | 62,48 m              | 5                    |
| Su Xinyue    | Diskuswurf     | nicht auf Startliste | nicht auf Startliste | nicht auf Startliste | nicht auf Startliste |
| Liu Tingting | Hammerwurf     | 67,11 m              | 25                   | DNQ                  | DNQ                  |
| Luo Na       | Hammerwurf     | 71,35 m              | 12                   | 72,04 m              | 8                    |
| Wang Zheng   | Hammerwurf     | 72,65 m              | 07                   | 74,76 m              | Bronze               |
| Liu Shiying  | Speerwurf      | 63,48 m              | 03                   | 65,88 m SB           | Silber               |
| Lü Huihui    | Speerwurf      | 67,27 m              | 01                   | 65,49 m              | Bronze               |
| Su Lingdan   | Speerwurf      | 58,56 m              | 19                   | DNQ                  | DNQ                  |
| Yu Yuzhen    | Speerwurf      | 53,38 m              | 30                   | DNQ                  | DNQ                  |

### Männer

#### Laufdisziplinen
| Athlet | Disziplin    | Qualifikation        | Qualifikation        | Vorlauf              | Vorlauf              | Halbfinale           | Halbfinale           | Finale               | Finale               |
| Athlet | Disziplin    | Zeit                 | Platz                | Zeit                 | Platz                | Zeit                 | Platz                | Zeit                 | Platz                |
| --- | ------------ | -------------------- | -------------------- | -------------------- | -------------------- | -------------------- | -------------------- | -------------------- | -------------------- |
| Su Bingtian | 100 m        |                      |                      | 10,21 s              | 22                   | 10,23 s              | 21                   | DNQ                  | DNQ                  |
| Xie Zhenye | 100 m        |                      |                      | 10,19 s              | 16                   | 10,14 s              | 12                   | DNQ                  | DNQ                  |
| Xie Zhenye | 200 m        |                      |                      | 20,20 s              | 06                   | 20,03 s              | 03                   | 20,14                | 07                   |
| Xu Zhouzheng | 100 m        | 10,35 s              | 03                   | 10,37 s              | 36                   | DNQ                  | DNQ                  | −                    | −                    |
| Dong Guojian | Marathon     | nicht auf Startliste | nicht auf Startliste | nicht auf Startliste | nicht auf Startliste | nicht auf Startliste | nicht auf Startliste | nicht auf Startliste | nicht auf Startliste |
| Duo Bujie | Marathon     |                      |                      |                      |                      |                      |                      | DNF                  | DNF                  |
| Yang Shaohui | Marathon     |                      |                      |                      |                      |                      |                      | 2:15:17 h            | 20                   |
| Xie Wenjun | 110 m Hürden |                      |                      | 13,38 s              | 07                   | 13,22 s              | 06                   | 13,29 s              | 05                   |
| Zeng Jianhang | 110 m Hürden |                      |                      | 13,68 s              | 26                   | DNQ                  | DNQ                  | –                    | –                    |
| Cai Zelin | 20 km Gehen  |                      |                      |                      |                      |                      |                      | DNF                  | DNF                  |
| Wang Kaihua | 20 km Gehen  |                      |                      |                      |                      |                      |                      | 1:29:52 h            | 08                   |
| Yin Jiaxing | 20 km Gehen  |                      |                      |                      |                      |                      |                      | 1:29:53 h            | 09                   |
| Luo Yadong | 50 km Gehen  |                      |                      |                      |                      |                      |                      | 4:06:49 h            | 05                   |
| Niu Wenbin | 50 km Gehen  |                      |                      |                      |                      |                      |                      | 4:05:36 h            | 04                   |
| Wang Qin | 50 km Gehen  |                      |                      |                      |                      |                      |                      | DNF                  | DNF                  |
| - Bie Ge (Finale) - Su Bingtian - Wu Zhiqiang - Xie Zhenye (Vorlauf) - Xu Zhouzheng nicht auf Startlisten: - Jiang Hengnan - Liang Jinsheng - Xu Haiyang - Xuan Dajun | 4 × 100 m    |                      |                      | 37,79 s NR           | 4                    |                      |                      | 38,07 s              | 6                    |

#### Sprung/Wurf
| Athlet          | Disziplin      | Qualifikation | Qualifikation | Finale     | Finale |
| Athlet          | Disziplin      | Weite/Höhe    | Platz         | Weite/Höhe | Platz  |
| --------------- | -------------- | ------------- | ------------- | ---------- | ------ |
| Wang Yu         | Hochsprung     | 2,29 m        | 07            | 2,24 m     | 10     |
| Ding Bangchao   | Stabhochsprung | 5,60 m        | 21            | DNQ        | DNQ    |
| Huang Bokai     | Stabhochsprung | 5,75 m PB     | 06            | 5,55 m     | 09     |
| Yao Jie         | Stabhochsprung | NM            | NM            | –          | –      |
| Huang Changzhou | Weitsprung     | 7,81 m        | 16            | DNQ        | DNQ    |
| Wang Jianan     | Weitsprung     | 7,89 m        | 11            | 8,20 m SB  | 06     |
| Zhang Yaoguang  | Weitsprung     | 7,82 m        | 14            | DNQ        | DNQ    |
| Fang Yaoqing    | Dreisprung     | 16,92 m       | 09            | 16,65 m    | 10     |
| Wu Ruiting      | Dreisprung     | 16,90 m       | 10            | 16,97 m    | 09     |
| Zhu Yaming      | Dreisprung     | 16,79 m       | 16            | DNQ        | DNQ    |
| Liu Qizhen      | Speerwurf      | 75,81 m       | 25            | DNQ        | DNQ    |
| Zhao Qinggang   | Speerwurf      | NM            | NM            | –          | –      |